# Crataegus heterophylloides
Crataegus heterophylloides är en rosväxtart som beskrevs av Antonina Ivanovna Pojarkova och K.I. Christensen. Crataegus heterophylloides ingår i Hagtornssläktet som ingår i familjen rosväxter. Inga underarter finns listade i Catalogue of Life.